# Maura Tierney
Pour les articles homonymes, voir Maura et Tierney.
Maura Lynn Tierney est une actrice américaine née le 3 février 1965 à Boston (Massachusetts). Elle est principalement connue pour avoir interprété Abby Lockhart dans la série télévisée Urgences (ER).

## Biographie
Maura Lynn Tierney est la fille de l'ancien président du conseil municipal de Boston. Elle a fait ses études à l'Académie Notre-Dame (en) de Hingham, établissement catholique pour filles.
Avant d'être actrice, Maura Tierney suit d'abord des études à l'université de New York où elle obtient un diplôme d'art dramatique, et au Circle in the Square Theatre School. Elle débute dans des spectacles comme Rosencrantz et Guildenstern are Dead, Come Back to the Five and Dime, Jimmy Dean, Baby With the Bathwater, Danny and the Deep Blue Sea et The Effect of Gamma Rays on Man-in-the Moon Marigolds.

### Carrière
Après être apparue dans plusieurs pièces de théatre, elle se tourne vers la télévision, qui lui laisse la chance de tourner dans des téléfilms : Student Exchange en 1987, Crossing the Mob en 1988, ou encore Flying Blind en 1990. Elle a, entre-temps, tenu un rôle dans une série télévisée, The Van Dyke Show (en). Richard Shepard lui confiera son premier rôle au cinéma dans The Linguini Incident, avec David Bowie et Rosanna Arquette. Elle tournera ensuite dans diverses productions, sous la direction de Roger Donaldson, Erica Fox, Tom Holland…
Il faut attendre 1995 pour que Maura Tierney accède à la célébrité. C'est en effet à cette date qu'elle intègre l'équipe d’Infos FM (NewsRadio), une série très populaire outre-Atlantique, dont elle assure pendant quatre ans le rôle féminin principal, Lisa Miller.
Ce qui lui permet, en 1996, d'enfiler le costume de Naomi Chance dans Peur primale, aux côtés de Richard Gere, sous la direction de Gregory Hoblit. Maura Tierney, qui interprète dans Menteur, menteur l'épouse de Jim Carrey, sera à l'écran dans Primary Colors, de Mike Nichols, et a failli apparaître aux côtés de Bruce Willis dans The Broadway Brawler : « failli » seulement, car le tournage a été arrêté après vingt jours de travail.
En 1999, elle incarne la fille d'un primatologue (interprété par Anthony Hopkins) dans Instinct, flic névrosée dans Oxygen, réalisé par son complice Richard Shepard et avec Adrien Brody dans le rôle du criminel qu'elle affronte.
Elle intègre la même année la distribution de la sixième saison de la célèbre série Urgences dans le rôle de l'infirmière Abby Lockhart, qui deviendra médecin au cours de la dixième saison. Elle tiendra ce rôle jusqu'en 2008, quelques mois avant l'arrêt de la série à la quinzième saison. Elle a par ailleurs obtenu en 2001 sa première nomination aux Emmy Awards dans cette série.
Elle a tenu le rôle de Pat McBeth au côté de Christopher Walken dans Scotland, PA, une version contemporaine de Macbeth, sous la direction de son mari, Billy Morrissette. En 2006, Maura Tierney demande le divorce après douze ans de mariage avec celui-ci, pour différends irréconciliables.
Elle est remontée sur les planches et a quitté Urgences au début de la quinzième saison. Depuis, elle a été engagée dans la nouvelle série de NBC, Parenthood, adaptation du film du même nom. Dans le pilote, Maura Tierney y joue Sarah Braverman, mère célibataire de deux adolescents. Cependant, les tournages sont retardés en raison de son état de santé : on apprend en juillet 2009 que Maura est atteinte d'une tumeur au sein et décide en septembre de quitter la série, l'horaire de production étant affecté par ses traitements contre le cancer. Le rôle a été repris le mois suivant à Lauren Graham (Gilmore Girls). Le 27 janvier 2010, son agent a révélé qu'elle avait terminé son traitement et qu'elle allait retourner au travail en signant pour une pièce de théâtre.
En 2012, elle rejoint la distribution de la série télé The Good Wife dans lequel elle retrouve Julianna Margulies, sa collègue dans Urgences, pour sept épisodes. Et depuis 2014, elle interprète Helen Solloway, l'épouse de Noah, dans la série The Affair.
Le 22 juillet 2024, elle rejoint la série New York, police judiciaire, où elle joue une nouvelle lieutenante en remplacement de Camryn Manheim depuis la saison 24 de la série.

## Théâtre
- 2013 : Lucky Guy (en) de Nora Ephron, mise en scène de George C. Wolfe, Broadhurst Theatre
- 2016 : The Town Hall Affair de Elizabeth LeCompte, d’après le film Town Bloody Hall (en) réalisé par Chris Hegedus et D.A. Pennebaker[7]

## Filmographie

### Cinéma
- 1991 : Dead Women in Lingerie d'Erica Fox : Molly Field
- 1991 : The Linguini Incident de Richard Shepard : Cecelia
- 1992 : Sables Mortels (White Sands) de Roger Donaldson : Noreen
- 1993 : Fly by Night de Steve Gomer (en) : Denise
- 1993 : Meurtre par intérim (The Temp) de Tom Holland : Sharon Derns
- 1995 : Mercy de Richard Shepard : Simonet
- 1996 : Peur primale (Primal Fear) de Gregory Hoblit : Naomi Chance
- 1997 : Menteur, menteur (Liar Liar) de Tom Shadyac : Audrey Reede
- 1998 : Primary Colors de Mike Nichols : Daisy Green
- 1999 : Oxygen de Richard Shepard : Madeline Foster
- 1999 : Un vent de folie (Forces Of Nature) de Bronwen Hughes : Bridget Cahill
- 1999 : Instinct de Jon Turteltaub : Lynn Powell
- 2000 : The Thin Pink Line de Joe Dietl (en) et Michael Irpino : Suzanne
- 2000 : Mexico City (en) de Richard Shepard : Pam (voix au téléphone)
- 2001 : Scotland PA de Billy Morrissette : Pat McBeth
- 2002 : Insomnia de Christopher Nolan : Rachel Clement
- 2003 : Melvin Goes to Dinner de Bob Odenkirk : Leslie
- 2004 : Bienvenue à Mooseport (Welcome To Mooseport) de Donald Petrie : Dr Sally Mannis
- 2006 : Danny Roane : First Time Director d'Andy Dick : Elle-même
- 2006 : Diggers de Katherine Dieckmann : Gina
- 2007 : The Go-Getter de Martin Hynes (en) : Hal's Pet
- 2008 : Semi-pro de Kent Alterman (en) : Lynn
- 2008 : Baby Mama de Michael McCullers : Caroline
- 2008 : Finding Amanda de Peter Tolan : Lorraine Mendon
- 2012 : Nature Calls (en) de Todd Rohal (en) : Janine
- 2018 : My Beautiful Boy (Beautiful Boy) de Felix Van Groeningen : Karen
- 2019 : The Report de Scott Z. Burns : Bernadette
- 2023 : Iron Claw (The Iron Claw) de Sean Durkin : Doris Von Erich
- 2024 : Twisters de Lee Isaac Chung : Cathy Carter

### Courts métrages
- 2002 : Rooftop Kisses  d'Andrew Bernstein (en) : Denise
- 2002 : The Nazi de Rob Lurie : Helen

### Télévision

#### Séries télévisées
- 1988 : The Van Dyke Show (en) : Jillian Ryan
- 1989 : Sacrée Famille (Family Ties) : Darlene
- 1990 : Booker : Donna Cofax
- 1991 : New York, police judiciaire (Law and Order) : Patricia « Patti » Blaine
- 1994 : 704 Hauser : Cherlyn Markowitz
- 1995 à 1999 : Infos FM (NewsRadio) : Lisa Miller
- 1999 à 2009 : Urgences (ER) : Abby Lockhart (saisons 6 à 15)
- 2000 : Les Rois du Texas (King of The Hill) : Tanya (voix)
- 2000 : Sammy (en) : Kathy Kelly (voix)
- 2009 : Rescue Me : Les Héros du 11 septembre (Rescue Me) : Kelly McPhee
- 2010 : The Whole Truth : Kathryn Peale
- 2011 : The Office : Mrs. California
- 2011 : Ruth & Erica : Erica
- 2012 : The Good Wife : Maddie Hayward
- 2014 à 2019 : The Affair : Helen Solloway (saisons 1 à 5)
- 2017 : Philip K. Dick's Electric Dreams : Irene Lee
- 2020 :Your Honor : Fiona Mckee
- 2021 : American Rust : Grace Poe[8].
- depuis 2024 : New York, police judiciaire : Lieutenant Jessica Brady (depuis la saison 24)

#### Téléfilms
- 1987 : Student Exchange de Mollie Miller : Kathy Malby
- 1988 : Crossing the Mob de Steven Hilliard Stern : Michelle
- 1990 : Flying Blind de Vince DiPersio : Donna
- 1994 : Lifestories: Families in Crisis (en) (épisode A Body to Die for : The Aaron Henry Story) de David Burton Morris
- 1994 : La Proie des ombres (en) (Out of Darkness) de Larry Elikann : Meg
- 2009 : Stuck de Matthew Leutwyler (en) : Maura

## Distinctions

### Récompense
- Golden Globes 2016 : Meilleure actrice dans un second rôle dans une série, une mini-série ou un téléfilm pour The Affair (2014-2019).

### Nominations
- Primetime Emmy Awards 2001 : Meilleure actrice dans un second rôle dans une série télévisée dramatique pour Urgences (1994-2000).
- Primetime Emmy Awards 2016 : Meilleure actrice dans un second rôle dans une série télévisée dramatique pour The Affair (2014-2019).

## Voix francophones
En France, Laura Blanc est la voix française régulière de Maura Tierney depuis Urgences.
Au Québec, plusieurs comédiennes ont doublé l'actrice. Il y a notamment Viviane Pacal qui l'a doublée à deux reprises.